# Girafe de Rhodésie
Sous-espèce
Répartition géographique
Statut de conservation UICN

 VU : Vulnérable
La Girafe de Rhodésie (Giraffa camelopardalis thornicrofti), aussi appelée Girafe de Thornicroft ou Girafe de Zambie, est l'une des sous-espèces de Girafe. La Girafe de Rhodésie est endémique de Zambie. La Girafe de Rhodésie est considérée comme l'une des plus rares sous-espèces de Girafe avec la Girafe du Niger et la Girafe de Rothschild, on estime qu'il en reste 1 500 au monde. Le second nom et le nom scientifique de la Girafe de Rhodésie (Giraffa camelopardalis thornicrofti) sont nommés en hommage à Harry Scott Thornicroft (en).